# Leiuranus semicinctus
Leiuranus semicinctus är en fiskart som först beskrevs av Lay och Bennett, 1839.  Leiuranus semicinctus ingår i släktet Leiuranus och familjen Ophichthidae. Inga underarter finns listade i Catalogue of Life.